# 272è Esquadró de la RAF
El 272è Esquadró de la Royal Air Force va ser un esquadró de la RAF format com a unitat antisubmarina a la Primera Guerra Mundial i una unitat de caça a la Segona Guerra Mundial.

## Història

### Formació i Primera Guerra Mundial
El 272 Esquadró del Royal Flying Corps es va formar el 25 de juliol de 1918 i va operar DH.6s des de Machrihanish, Escòcia, en patrulles antisubmarines i es va dissoldre el 5 de març de 1919.

### Reforma a la Segona Guerra Mundial
L'esquadrço es va reformar el 19 de novembre de 1940 a RAF Aldergrove. Va rebre Blenheims i després es va convertir en Beaufighters. Comandada de 1941 a 1942 pel comandant d'ala Robert Yaxley, va operar al desert occidental, atacant aeròdroms enemics, avions de transport i línies de comunicació. Hi havia una sèrie de tripulacions belgues a l'esquadró.
Aleshores es va basar a Creta per protegir els combois i a Luqa, Malta i Sicília després de l'operació Husky. El 8 de setembre de 1944, el transatlàntic italià SS Rex va ser atacat per dotze Beaufighters de l'esquadró 272 a la badia de Capodistria, al sud de Trieste, deixant-la en flames i inclinat. A mesura que les forces aliades avançaven cap a Itàlia, l'esquadró es va traslladar a l'Alguer i Foggia, i es va dissoldre a Gragnano el 30 d'abril de 1945.

## Aeronaus operades

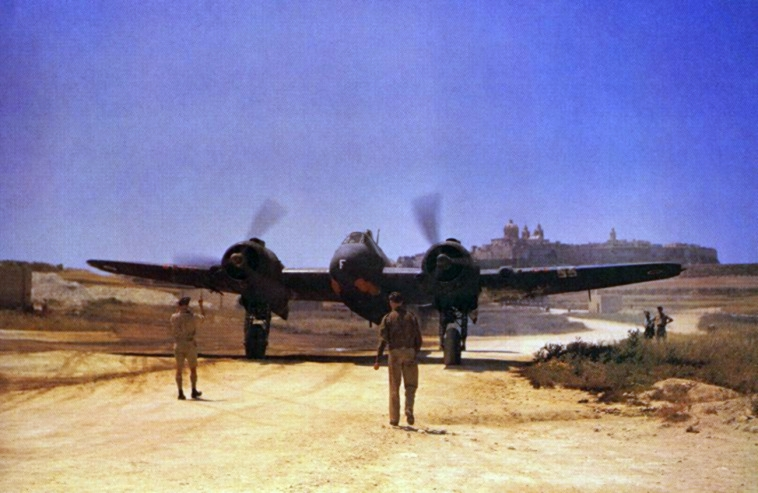
A 272 Sqn Bristol Beaufighter at Ta'Qali, Malta, 27 June 1943.

| De       | A        | Avió                | Variant |
| -------- | -------- | ------------------- | ------- |
| Jul 1918 | Mar 1919 | Airco DH.6          |         |
| Nov 1918 | Mar 1919 | Fairey III          | A       |
| Nov 1940 | Abr 1941 | Bristol Blenheim    | IVF     |
| Abr 1941 | Jul 1943 | Bristol Beaufighter | IC      |
| Nov 1942 | Feb 1944 | Bristol Beaufighter | VIC     |
| Set 1943 | Mai 1944 | Bristol Beaufighter | XI      |
| Dec 1943 | Abr 1945 | Bristol Beaufighter | X       |